# Девичья башня (Гедабек)
Крепость Чарек, Девичья башня или Намерд-Кала (азерб. Çarek qalası азерб. Namərd qala) — средневековая крепость, расположенная на вершине горы близ села Сёюдлю Кедабекского района Азербайджанской Республики. Точных данных по поводу постройки крепости нет.

## История
Крепость Чарек в Гедабеке, среди горных крепостей Азербайджана, отличается монументальностью строительных материалов и архитектурными формами. В научной литературе эту крепость называют Чарек, однако местное население именует её Девичьей Башней либо Намерд-кала. По распространенной версии, крепость была построена при правлении гардманского князя Саака Севады в IX-X веках. Азербайджанский исследователь Г. Джидди, основываясь на использованных при строительстве материалах и по архитектурным особенностям, относят крепость к XII веку — периоду правления Ильдегизидов.

## Архитектурные особенности
Крепость Чарек имеет многоугольный план. Создание четкой и точной архитектурной структуры в сложных горных условиях говорит об искусстве архитекторов и строителей. По углам крепости расположены полукруглые башни, которые являются центральными архитектурными элементами. Крепость построена на скалистом рельефе и вследствие этого является двухуровневой. Верхний уровень расположен на самой высокой точке горы. Южная сторона Верхнего уровня соединяется с Нижним уровнем. План, архитектура и расположение крепости в совокупности делали её ещё более неприступной.
Ещё одной особенностью отличающей Чарек от других крепостей является то, что она была построена из испечённого кирпича, хотя обычно горные крепости строились из камней окружающих пород и русел реки. Длина кирпичей, использованных при строительстве, составляет 23 см, ширина 6 см. Одной из наиболее важных особенностей как с оборонительной, так и с эстетической точки зрения является двухслойное расположение машикулей. Периметр крепости 250 м; имеются скрытые выходы из крепости и подземный туннель ведущий к реке Шамкирчай.
Расположение крепости на вершине горы давало возможность обозревать с её помощью большую территорию.